# Arnold V van Andechs
Arnold V van Andechs (overleden rond 1120) was van 1080 tot aan zijn dood graaf van Andechs. Hij behoorde tot het huis Andechs.

## Levensloop
Arnold V was de oudste zoon van graaf Arnold IV van Andechs en diens echtgenote Gisela van Schweinfurt, dochter van hertog Otto III van Zwaben.
Na de dood van vader in 1080 erfde hij op jonge leeftijd de Beierse bezittingen van zijn familie rond de Ammersee en de Starnberger See, evenals de bezittingen in Opper-Franken. Tijdens zijn bewind breidde hij rond 1100 het graafschap Andechs uit met Dießen en de prefectuur Halle.
Arnold V bleef ongehuwd en kinderloos, waardoor hij na zijn dood werd opgevolgd door zijn jongere broer Berthold II.